# Adelphomyia acicularis
Adelphomyia acicularis là một loài ruồi trong họ Limoniidae. Chúng phân bố ở miền Cổ bắc.